# Oncidium braunii
Oncidium braunii är en orkidéart som beskrevs av Eduard August von Regel. Oncidium braunii ingår i släktet Oncidium och familjen orkidéer. Inga underarter finns listade i Catalogue of Life.